# Casa de Simón
La Casa de Simón es el nombre dado a una sencilla casa hallada durante unas excavaciones arqueológicas en el Ágora de Atenas.
Se construyó por primera vez en la época arcaica, a finales del siglo VI a. C. Al parecer, fue derribada tras la destrucción de Atenas por el Imperio aqueménida en el 480 a. C. Fue reconstruida en algún momento de los años 400 a. C. La llamada Estoa media se construyó sobre la casa en el siglo II a. C. Sin embargo, la casa en sí probablemente no había sobrevivido tanto tiempo y había sido demolida antes.
Las excavaciones arqueológicas de la casa se llevaron a cabo en 1953. Solo se conservan pequeñas partes de los cimientos del edificio. Los restos de la casa están enterrados en su mayor parte bajo las ruinas de la Estoa media Por lo tanto, no se ha podido explorar en su totalidad.